# سيرج داسو
سيرج داسو (بالفرنسية: Serge Dassault)‏ (و. 1925 – 2018 م) هو سياسي، والمدير التنفيذي للاعمال، ومهندس فضاء جوي، ورائد أعمال، وناشر (حرفة)، وشخصية أعمال، ومهندس فرنسي، ولد في الدائرة الرابعة في باريس، كان عضوًا في الاتحاد من أجل حركة شعبية، وكان عضوًا في التجمع من أجل الجمهورية، توفي في الدائرة الثامنة في باريس، عن عمر يناهز 93 عاماً، بسبب نوبة قلبية.

## مناصب
تولى منصب عضو مجلس الشيوخ الفرنسي ‏ (1 أكتوبر 2004–1 أكتوبر 2017)
- Mayor of Corbeil-Essonnes  [لغات أخرى]‏ (24 يونيو 1995–8 يونيو 2009)
- عضو المجلس العام  [لغات أخرى]‏، إيسون (7 أكتوبر 1988–1 أكتوبر 2004)
- عضو المجلس المحلي لإيل دو فرانس ‏ (21 مارس 1986–23 يونيو 1995)

.

## التعليم
تعلم في ثانوية جانسون دو سايلي، وتعلم في École nationale supérieure de l'aéronautique et de l'espace ‏، وتعلم في المدرسة المتعددة التكنولوجية، وتعلم في Lycée Saint-Louis ‏، وتعلم في المدرسة العليا للتجارة
.

## جوائز
حصل على جوائز منها:
- وسام جوقة الشرف من رتبة ضابط أكبر (13 يوليو 2004)[17]
- ميدالية الطيران [الإنجليزية]‏
- Officer of the Order of Merit of Ivory Coast ‏

## وصلات خارجية
- سيرج داسو على موقع IMDb (الإنجليزية)
- سيرج داسو على موقع مونزينجر (الألمانية)
- سيرج داسو في قاعدة بيانات الأفلام على الإنترنت